# Ryōkei Shōsen
Ryōkei Shōsen (jap. 龍渓 性潜; * 15. September 1602 in Kyōto; † 1670 ertrunken bei Osaka) war ein buddhistischer Mönch der Frühzeit des Ōbaku-Zen, der durch seine Kontakte zum zurückgetretenen Tennō wesentlich zu dessen Etablierung in Japan beitrug.

## Lebensweg
Ryōkei Shōsen wurde als zweiter Sohn Okamura Sei'ichirōs geboren. Zum Dank dafür, dass der Vater von einer schweren Krankheit genas, bestimmte die Familie den Knaben für die geistliche Laufbahn. Er wurde achtjährig in den Tō-ji, Haupttempel der Shingon-shū gegeben. Bis zu seinem 16. Lebensjahr wurde er in den Lehren des esoterischen Buddhismus ausgebildet.
Ordiniert wurde er, nachdem er diesen Tempel verlassen hatte, von Chūshitsu Genshō im Jiun-san Fumon-ji einem kleinen Tempel der Rinzai-shū in Tonda (Provinz Settsu). Nach dem Tod seines Lehrers ging er mehrere Jahre auf Wanderschaft, um dann, noch vergleichsweise jung, der fünfte Vorsteher dieses Tempels zu werden. Zu dieser Zeit erhielt er als Bestätigung seiner Erleuchtung inka (印可) von Hakubo Eryō, einem Meister der Myōshin-ji-Linie. Als dieser 1629 starb, folgte ihm Ryōkei Shōsen als Abt eines Nebentempels des Ryōan-ji nach.
Bald darauf erfolgte die Berufung zum Vorsteher im Myōshin-ji. 1651 wurde er dann Abt dieses bedeutenden Tempels und erhielt eine purpurne Robe vom Tennō verliehen. Zu dieser Zeit wurde er erstmals mit den Lehren des chinesischen Zenmeisters Yin-Yüan  bekannt, der, bereits betagt, dabei war sich nach Nagasaki zu begeben. Als er zum zweiten Mal das Amt des Abtes von Myōshin-ji versah, lud er Yin-yüan nach Kyōto ein, was anzunehmen diesem als Ausländer erst nach Erlaubnis durch das Bakufu möglich war. Die erwirkte Freizügigkeit ermöglichte es Yin-yüan schließlich in Uji den Manpuku-ji als Haupttempel der Ōbaku-shū zu gründen. 1664 empfing Ryōkei nochmals inka von Yin-yüan, womit er der erste japanische Dharma-Nachfolger dieses Meisters wurde. Im selben Jahr wurde er beauftragt als Oberster den Hōrin-san Shōmyō-ji in Hino wieder zu errichten. Dieser ursprünglich von Shōtoku Taishi errichtete Tempel war im späten 16. Jahrhundert abgebrannt.
Ryōkei förderte die neue Linie des Zen, Ōbaku, welche die Lehren des Rinzai-Zen mit denen der Shin-shū vereinigte, durch seinen engen Kontakt mit dem Go-Mizunoo-in (reg. 1612–29; † 1680) seit 1661. Der abgedankte Tennō stand mit Ryōkei jahrzehntelang in Kontakt. 1665 ordinierte Ryōkei eine Tochter Go-Mizunoos, der 1667 dann den teizen hakuju-Kōan als Aufgabe erhielt. Er empfing aufgrund seiner Antwort einige Zeit später, als einziger japanischer Herrscher jemals, inka von Ryōkei, hinsichtlich dessen Gültigkeit nach seinem Tod ein Streit unter Dogmatikern ausbrach. Im Jahr 1669 erhielt Ryōkei von Go-Mizunoo den Ehrentitel Daishūshōtō Zenji.
Im achten Monat des Jahres 1670 hielt Ryōkei im Reiki-san Kyūshin von Osaka Vorträge für Laien. Am 23. August wurde er dort von den Wassermassen der anschwellenden nahen Flüsse Kizu und Yasuhara eingeschlossen und ertrank. Vorher hatte er noch Zeit ein Abschiedsgedicht zu verfassen, das aufgefunden wurde. In der offiziellen Genealogie der Ōbaku gilt er als Patriarch der 33. Generation seit Huangbo Xiyun. Zu seinem Andenken, das Kao-chü'an (高泉) pflegte, wurden drei Stupas errichtet: im Mampuku-ji, im Shōmyō-ji und im Keizui-ji (Tonda).